# 吴明 (学者)
吴明（1961年—），汉族，中华人民共和国政治人物、第十一届全国政协委员。
加入九三学社，担任九三学社中央委员、北京大学公共卫生学院副院长。2008年，当选第十一届全国政协委员，代表医药卫生界，分入第四十六组。